# Reserva natural del estuario de Shuangtai
La Reserva natural del estuario de Shuangtai se encuentra en la desembocadura del río Liao, en la bahía de Liaodong, en la provincia de Liaoning, en el nordeste de China, a 30 km al sudeste de la ciudad de Panjin. Es famosa porque en el delta del río se encuentra la Playa roja de Panjin, 35 km² cubiertos de limo que, en otoño, se tiñen de un color rojo intenso debido a la presencia de un alga de la subfamilia Chenopodioideae, Suaeda glauca. El gobierno ha instalado unas largas pasarelas que sirven para observar este fenómeno. La reserva, creada en 1988, es un ecosistema importante para las aves, y fue declarado en 2004 sitio Ramsar, con una extensión que, además de la playa roja, abarca todo el estuario, con 1280 km².

## Sitio Ramsar
El sitio Ramsar del estuario del río Liao, establecido en 2004, en la bahía de Liaodong en el noreste de China, con 1280 km² de extensión, incluye "la parte esencial del pantano de juncos Phragmites communis más grande del mundo, una gran área de la comunidad de quenopodiáceas Suaeda y mar poco profundo. El sitio ofrece el control y prevención de inundaciones, mantiene la recarga de aguas subterráneas y retiene 10,4 millones de toneladas de nutrientes y sedimentos cada año, lo que ayuda a prevenir la eutrofización de las aguas costeras y la intrusión de agua salada. Proporciona un hábitat importante para el descanso y la reproducción de más de 100 000 aves acuáticas de 106 especies, incluida la grulla siberiana, en peligro crítico de extinción, la cigüeña oriental y la grulla de coronilla roja o de Manchuria, en peligro de extinción, y es el lugar de reproducción más grande del mundo para la vulnerable gaviota de Saunders. El sitio proporciona ocupación estacional para 20.000 personas para el riego y la cosecha de juncos, la verificación de las instalaciones de exploración de petróleo, la agricultura y la acuicultura. Las medidas de conservación incluyen la conciencia ambiental y la educación para la protección de las aves. Hasta el momento, se han restaurado alrededor de 400 hectáreas del hábitat de la gaviota de Saunders.